# St. Vitus (Lathen)

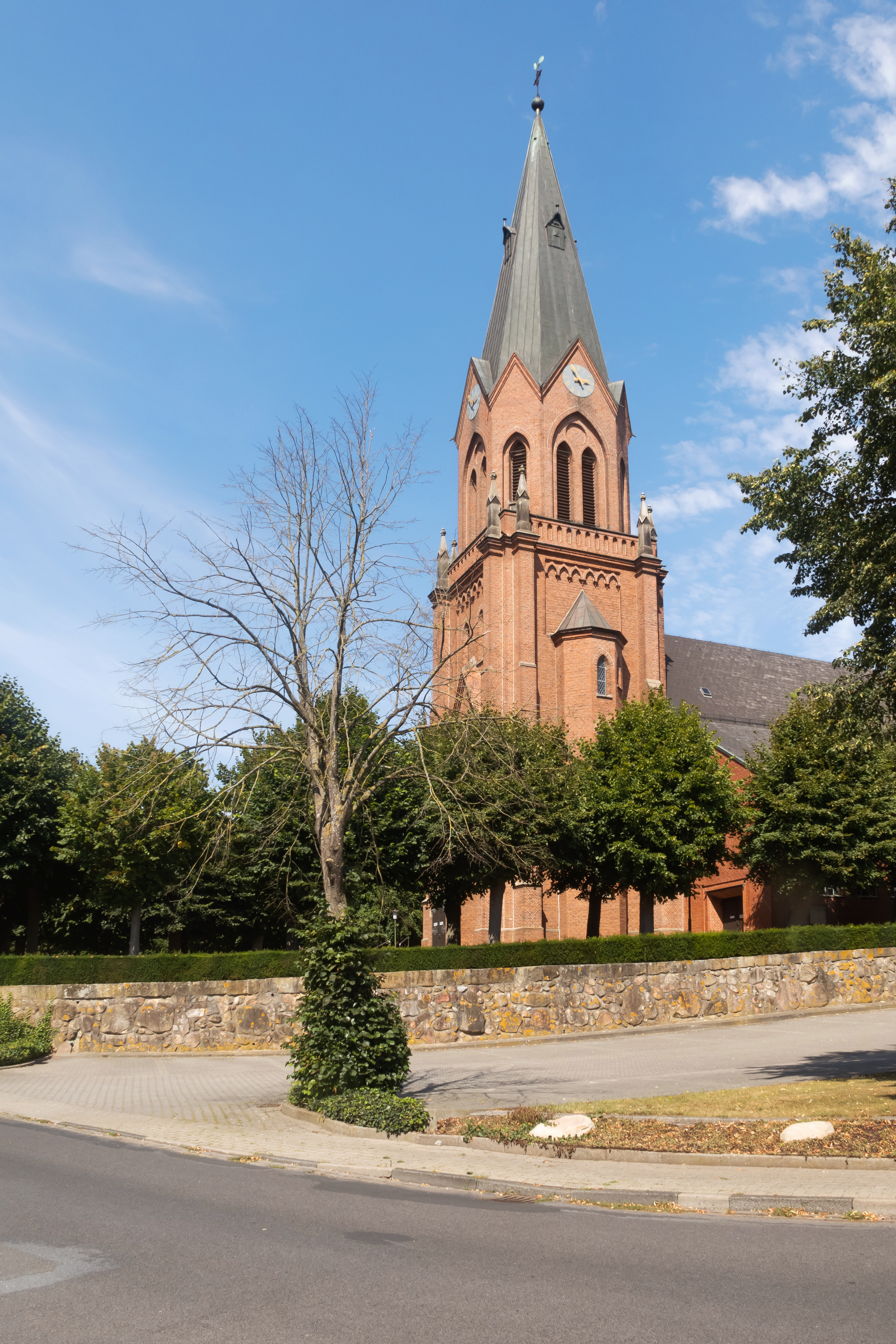
St. Vitus

Die römisch-katholische denkmalgeschützte Kirche St. Vitus steht in Lathen, einer Gemeinde im Landkreis Emsland von Niedersachsen.

## Beschreibung
Schon im 9. Jahrhundert wird die Kirche im Zusammenhang mit Corvey erwähnt, woran auch das Vitus-Patrozinium erinnert. Von 1528 bis 1531 wurde der Vorgängerbau abgerissen und ein Langhaus mit 3 Jochen und der 3/8-abgeschlossene Chor, die nicht miteinander fluchten, neu errichtet. 1881–1882 wurden der alte Kirchturm und die Sakristei abgerissen. Ein neuer Turm, zwei seitliche Kapellen und zwei Sakristeien wurden gebaut. Im Turm hängen vier  Kirchenglocken, die beiden ältesten stammen aus den Jahren 1652 und 1728, die beiden jüngeren von 1922, weil ihre Vorgänger im Ersten Weltkrieg eingeschmolzen wurden. Weil die Kirche zu klein war, wurde 1957 die Saalkirche durch den Anbau zweier Seitenschiffe zur heutigen Hallenkirche erweitert. 
1987 wurde der Innenraum völlig neu gestaltet und mit einem Sterngewölbe überspannt, das auf Konsolen beginnt. Die Fresken aus dem Jahr 1531 am Gewölbe im Chor wurden freigelegt. Dargestellt sind die Marienkrönung, die Dornenkrönung, Johannes der Täufer und der heilige Vitus, der Schutzpatron der Kirche. Ein Sakramentshaus stammt vom Ende des 15. Jahrhunderts, eine Darstellung der Anna selbdritt vom Anfang des 16. Jahrhunderts. Das Taufbecken aus Bentheimer Sandstein steht auf einem gotischen Sockel. Die Statue einer Maria bei der Beweinung Christi hat Thomas Simon Jöllemann am Anfang des 18. Jahrhunderts geschaffen. Die Orgel mit 24 Registern, verteilt auf zwei Manuale und Pedal, hat 1971 die Orgelbau Kreienbrink geschaffen.